# Parlamentsvalet i Storbritannien 1929
Parlamentsvalet i Storbritannien 1929 hölls 30 maj 1929 och gav ingen egen majoritet åt något enskilt parti. Labour, ledda av Ramsay MacDonald, fick flest platser (trots att de fick färre röster än Stanley Baldwins Conservative Party).  Liberalerna under David Lloyd George återtog en del av det man förlorat i det föregående valet 1924 och blev vågmästare.
| Parti                            | Röster    | Platser | Förändring | Andel av rösterna (%) |
| Conservative Party               | 8 252 527 | 260     | - 152      | 38,1                  |
| Labour                           | 8 048 968 | 287     | + 136      | 37,1                  |
| Liberal Party                    | 5 104 638 | 59      | + 19       | 23,6                  |
| Oberoende                        | 94 743    | 4       | + 2        | 0,4                   |
| Communist Party of Great Britain | 47 554    | 0       | - 1        | 0,2                   |
| Scottish Prohibition Party       | 25 037    | 1       |            | 0,1                   |
| Irländska nationalister          | 24 177    | 3       | + 2        | 0,1                   |
| Oberoende Labour                 | 20 825    | 1       | + 1        | 0,1                   |
| Oberoende liberal                | 17 110    | 1       |            | 0,1                   |
| National Party of Scotland       | 3,313     | 0       |            | 0,0                   |
| Plaid Cymru                      | 609       | 0       |            | 0,0                   |

Totalt antal avlagda röster: 21 685 779.  Alla partier visade.  Conservative Party inkluderar Ulsterunionisterna.